# Seleção Brasileira de Futebol Feminino

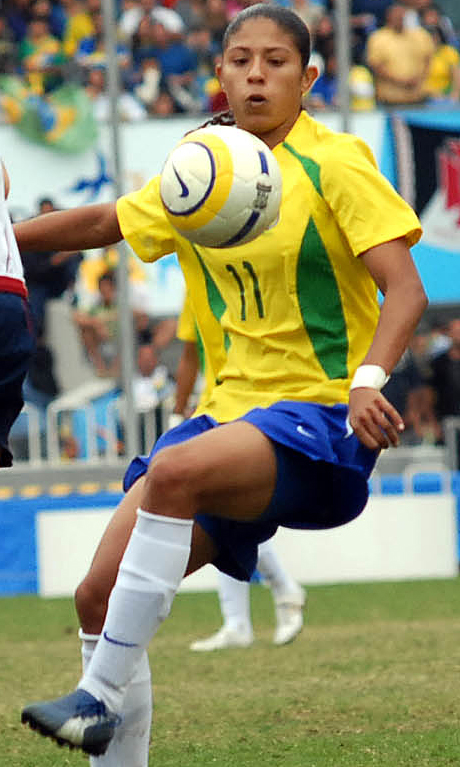
Cristiane Rozeira atuando pela seleção.

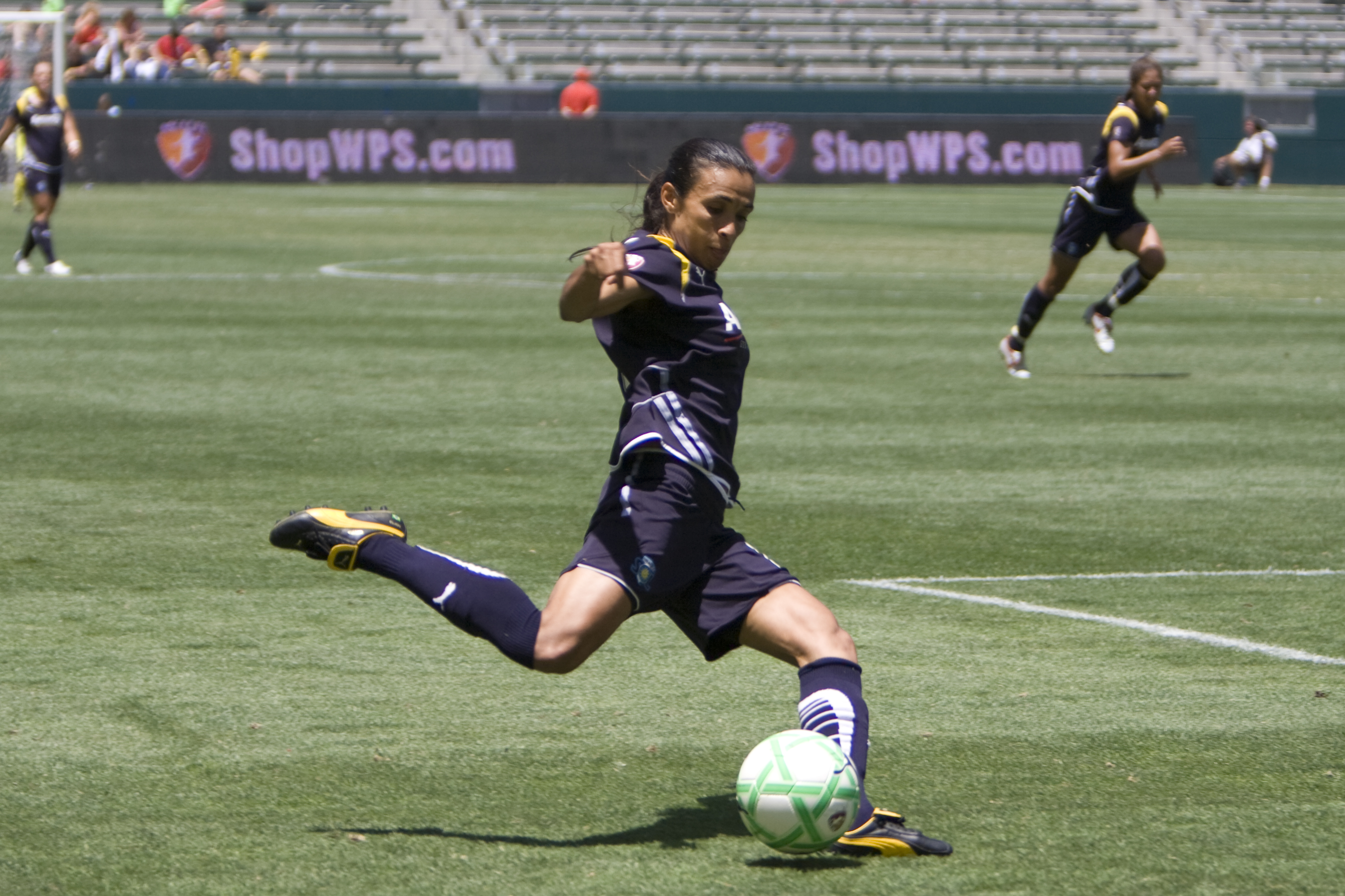
Marta, uma das mais notórias jogadoras da seleção.

Seleção Brasileira de Futebol Feminino é a equipe que representa o Brasil nas principais competições internacionais femininas. Ocupa a quarta colocação do Ranking Mundial de Seleções da Federação Internacional de Futebol (FIFA) de 12 de junho de 2025.

## História
A Seleção Brasileira feminina disputou sua primeira partida em 1986, quando enfrentou os Estados Unidos em um amistoso internacional e foi derrotada por 2 a 1. A partir de 1988, a seleção feminina de futebol passou a ser gerida pela CBF, assim como a seleção masculina. Até hoje, a seleção feminina participou de todas as edições da Copa do Mundo Feminina e do Torneio de Futebol dos Jogos Olímpicos. Além disso, disputa amistosos internacionais e outras competições como os Jogos Pan-Americanos, o Campeonato Sul-Americano de Futebol Feminino e anualmente desde 2009 disputa o Torneio Internacional de Futebol Feminino.
A Seleção Brasileira de Futebol Feminino é a melhor seleção da América do Sul tendo ganhado oito das nove conquistas da Copa América.. Além disso, tem a melhor jogadora do mundo, Marta, camisa 10 e eleita por 5 anos seguidos pela FIFA (de 2006 a 2010) e mais uma vez em 2018 como a melhor jogadora de futebol do planeta.
É considerada uma das melhores seleções de futebol feminino do mundo. Apesar de ter pouco (e, muitas vezes, nenhum) apoio de dirigentes, torcida e imprensa, pouco investimento no mercado (devido à pouca demanda) sempre está bem posicionada no Ranking da FIFA. Porém, não tem nenhum título expressivo de nível mundial.
Em 2007, o Brasil era uma das seleções favoritas ao título da Copa do Mundo de Futebol Feminino de 2007, chegando pela primeira vez à grande final e obteve o 2º lugar, sua melhor colocação nessa competição até hoje. Antes da derrota na final para a Alemanha por 2 a 0, as jogadoras cantaram sua música, como fizeram antes do título Pan-Americano do Rio 2007. Porém, não teve sorte e perdeu.
Em 2008, a Seleção Brasileira participou dos Jogos Olímpicos de Pequim. A vaga para as Olimpíadas veio alguns meses antes num amistoso de repescagem contra Gana, no qual o Brasil venceu por 5 a 1. As brasileiras eram uma das seleções favoritas para conquistar a medalha de ouro, e o Brasil fez uma boa campanha derrotando adversárias fortes como Coreia do Norte na primeira fase, Noruega nas quartas de final e com direito a vitória por 4 a 1 sobre a então campeã mundial Alemanha na semifinal. A grande final foi contra a seleção dos Estados Unidos, o duelo foi equilibrado, o Brasil pressionou bastante, teve mais chances de gol e jogou melhor durante grande parte do jogo, mas acabou sendo derrotado por 1 a 0 na prorrogação ficando com a medalha de prata.
Em 2011, o Brasil disputou a Copa do Mundo de Futebol Feminino na Alemanha. Treinada por Kleiton Lima, a equipe que tinha jogadoras como Marta, Cristiane e Érika encerrou a primeira fase com 100% de aproveitamento e a melhor campanha dentre as 8 seleções que se classificaram para a segunda fase: 3 vitórias em 3 jogos, 7 gols marcados e nenhum sofrido. Nas quartas de final, Brasil e Estados Unidos fizeram uma espécie de final antecipada, num jogo emocionante no qual a partida terminou empatada por 1 a 1 nos 90 minutos do tempo regulamentar. Nos 30 minutos da prorrogação, novo empate por 1 a 1, e a vaga na semifinal foi decidida nos pênaltis vencida pelas norte-americanas por 5 a 3.
Em 2012, meses antes das Olimpíadas, as brasileiras disputaram amistosos internacionais e foram campeãs de um torneio amistoso na Suíça derrotando Colômbia e Canadá. Nas Olimpíadas de Londres, a equipe dirigida pelo técnico Jorge Barcellos chegou como uma das favoritas à conquista da medalha de ouro. Na primeira fase, derrotou Camarões por 5 a 0 e Nova Zelândia por 1 a 0. Já classificada para a segunda fase, foi derrotada pela Grã-Bretanha por 1 a 0. Nas quartas de final, o Brasil foi derrotado pelas então campeãs mundiais japonesas por 2 a 0 e acabou eliminado. Foi a primeira vez desde Atlanta 1996 que o Brasil não chegou na fase semifinal do futebol feminino em Olimpíadas.
Em 2014, o Brasil faturou dois títulos: o Campeonato Sul-Americano de Futebol Feminino, disputado no Equador, além de garantir uma vaga na Copa do Mundo e nos Jogos Pan-Americanos de 2015 (as duas competições foram realizadas no Canadá) e o Torneio Internacional de Futebol Feminino em Brasília. Numa das partidas, derrotou a seleção dos EUA de virada por 3 a 2.
Em 2015, as meninas do Brasil participaram pela primeira vez da Algarve Cup em Portugal. O torneio serviu como preparação para o Mundial no Canadá, mas o Brasil não fez um bom papel: empatou em 0 a 0 com a China, ganhou da Suécia por 2 a 0 e perdeu para a Alemanha por 3 a 1, ficando fora da decisão, e goleou a Suíça por 4 a 1, terminando em um modesto 7º lugar. Antes do Mundial, as meninas do Brasil foram derrotadas novamente pela Alemanha por 4 a 0 num amistoso disputado em Fürth, na Alemanha. Na Mundial do Canadá, as brasileiras derrotaram na fase de grupos Coreia do Sul, Espanha e Costa Rica por 2 a 0, 1 a 0 e 1 a 0 respectivamente. Nas oitavas de final, sofreu seu primeiro gol na competição e foi derrotada pela Austrália.
Após a eliminação no Mundial, o Brasil participou do Torneio Feminino de Futebol dos Jogos Pan-Americanos em Toronto, no Canadá, e conquistou a medalha de ouro ao vencer todos os cinco jogos disputados. Após o Pan 2015, disputou mais alguns amistosos internacionais: em setembro, perdeu para a França por 2 a 1 e em outubro disputou dois amistosos contra os Estados Unidos: empatou em 1 a 1 em Seattle e foi derrotada por 3 a 1 em Orlando, depois disputou dois amistosos contra a Nova Zelândia, perdeu o primeiro por 1 a 0 em São Paulo, porém venceu o segundo por 5 a 1 em Cuiabá antes de encerrar o ano com a conquista do título invicto do Torneio Internacional de Futebol Feminino realizado em Natal, no Rio Grande do Norte.
Em 2016, durante a fase de preparação para os Jogos Olímpicos, o Brasil disputou mais uma vez a Algarve Cup em Portugal e enfrentou as seleções da Nova Zelândia, Portugal e Rússia. Chegaram à final e foram derrotadas pelo Canadá por 2 a 1, ficando com o vice-campeonato. Disputou mais dois amistosos contra o Canadá com uma vitória para cada lado.
Na primeira fase das Olimpíadas 2016, as brasileiras derrotaram a China por 3 a 0, a Suécia por 5 a 1 e empataram com a África do Sul por 0 a 0 na primeira fase. Nas quartas de final, derrotaram a Austrália por 7 a 6 numa emocionante disputa por pênaltis após empate sem gols no tempo normal e na prorrogação. Na semifinal, enfrentaram novamente a Suécia em busca da primeira medalha de ouro olímpica do futebol brasileiro. Apesar de jogarem melhor que as escandinavas durante todo o tempo regulamentar e prorrogação, a partida terminou em 0 a 0 e novamente o Brasil decidiu a sorte nos pênaltis, quando as suecas levaram a melhor. Na disputa pela medalha de bronze na Arena Corinthians, em São Paulo, perderam de 2 a 1 para o Canadá e ficaram de fora do pódio.
Em 2017, participaram de dois torneios amistosos: entre julho e agosto, disputaram o Torneio das Nações nos EUA terminando em último lugar ao empatarem com o Japão (1 a 1) e perder para Estados Unidos e Austrália por 4 a 3 e 6 a 1, respectivamente. Em outubro, foram convidadas para jogar a Copa CFA, torneio realizado em Chongqing, na China, e foram campeãs ao derrotar o México (3 a 0) e a Coreia do Norte (2 a 0) e empatar com a China (2 a 2).
Em 2019 conseguiram ir para o Mundial da França após ganharem a Copa América do ano anterior. Em solo francês, as brasileiras estrearam com vitória fácil por 3x0 sobre a Jamaica com um hat-trick de Cristiane. No jogo seguinte, porém, bateram de frente com a algoz da última copa: a Austrália. O Brasil começou fazendo 2x0 nas australianas com gols de Cristiane e Marta, mas abrindo espaço para a virada das socceroos com tantos de Foord e Logarzo e um gol contra fatal da Mônica Hickmann que selou a vitória australiana. Por fim, num jogo de vida ou morte com as italianas, o Brasil soube fazer um jogo igualitário com as azzurras, pressionando o máximo que pode até o minuto 74, quando Marta assinalou, de pênalti, o seu 18º gol em copas e também o único gol do jogo. Com a vitória da Austrália sobre a Jamaica por 4x1, o Brasil acabou se classificando em terceiro lugar em seu grupo, sendo esta a primeira vez desde 1995 (quando fora eliminado na fase de grupos) que o Brasil não lidera um grupo em Copas do Mundo. Na fase seguinte, teve pela frente uma adversária mais pesada: a anfitriã França. Em Le Havre, o primeiro tempo foi morno para brasileiras e francesas, mas o segundo tempo foi mais disputado. A França abriu o placar com Gauvin aos 52 minutos, mas o Brasil pressionou, e aos 63 Thaisa igualou tudo. Após forte pressão, o jogo foi para a prorrogação, quando a França chegou ao gol da eliminação brasileira com Henry aos 102 minutos.
Já sob o comando de Pia Sundhage, o Brasil experimentou resultados mistos. Começou com goleada sobre a Argentina por 5x0 no Torneio Internacional de Seleções, em São Paulo, mas acabou perdendo a final para o Chile nos pênaltis.
Em 2021, de volta aos grandes torneios internacionais, o Brasil participou das Olimpíadas de Tóquio. Começou com goleada sobre a China por 5x0, empate em 3x3 com os Países Baixos e vitória magra sobre Zâmbia por 1x0. Passando em segundo lugar em seu grupo, as brasileiras toparam com o Canadá, e consequentemente caíram nos pênaltis por 4x3 após um empate em 0x0.
Disputou a Copa do Mundo de 2023, disputada na Austrália e Nova Zelândia, estreando com vitória de 4x0 contra a seleção do Panamá. Mas a seleção acabou sendo eliminada na primeira fase, após perder de 2x1 para a França e ficar no empate de 0x0 com a Jamaica. Após a eliminação decepcionante, a técnica Pia Sundhage foi demitida e substituída pelo técnico do Corinthians, Arthur Elias.

### Influência de Zé Duarte
Em 1995, Zé Duarte assumiu a Seleção Brasileira de Futebol Feminino e o time conquistou o vice-campeonato do Torneio Internacional de Campinas, realizado no Estádio Brinco de Ouro, quando goleou a Ucrânia, por 7 a 0; a Rússia, por 4 a 0 e empatou contra os Estados Unidos.
Ainda no futebol feminino, foi semifinalista dos Jogos Olímpicos de Atlanta, eliminando a Alemanha e o Japão na primeira fase e terminando em quarto lugar.
Foram treinadas e preparadas por ele: Meg, Sissi, Kátia Cilene, Simone Jatobá, Marisa, Fanta, Roseli, Pretinha, Maicon, Elsi, Maravilha, Juliana, Tânia Maranhão, Formiga, Melissa, Elaine, Grazi, Karem, Michael Jackson, Carol e Emily.
O Brasil fez uma boa campanha e conquistou um honroso terceiro lugar no Campeonato Mundial realizado nos Estados Unidos da América em 1999. Em 2000, foi novamente semifinalista olímpica ao terminar na quarta colocação em Sydney, na Austrália.

### Olimpíadas e Jogos Pan-Americanos
Suas maiores conquistas até o momento são as medalhas de ouro conquistadas nos Jogos Pan-Americanos de 2003, realizados em Santo Domingo, na República Dominicana, Jogos Pan-Americanos de 2007, realizados no Rio de Janeiro e no Pan de 2015 realizado em Toronto, no Canadá, as medalhas de prata obtidas em três Jogos Olímpicos, 2004 em Atenas, na Grécia,   2008, em Pequim, China, e 2024 em Paris, França.
Nas duas primeiras edições do futebol feminino nas Olimpíadas, Atlanta 1996 e Sydney 2000, o Brasil passou em segundo no grupo, e acabou em quarto lugar após derrotas nas semifinais e disputa do bronze.
Apesar de só ter sofrido uma derrota à frente da seleção, nas quartas do Mundial de 2003, Paulo Gonçalves acabaria demitido por se desentender com muitas das jogadoras. Em março de 2004, René Simões assumiu a seleção, visando chegar ao pódio da Olimpíada em agosto. Investiu pesado no psicológico das jogadoras, além de trazer vários profissionais para examinar as condições físicas das atletas. O resultado foi uma equipe que fechou os Jogos com a medalha de prata e o melhor ataque e defesa dos Jogos, só sofrendo gols contra a seleção dos Estados Unidos que conquistou o ouro.
Nos Jogos Pan-Americanos de 2007 no Rio de Janeiro, o Brasil conquistou o bicampeonato da competição com uma campanha perfeita e exemplar: venceu todos os seus jogos; teve o melhor ataque do campeonato, com 33 gols; a defesa menos vazada, com nenhum gol sofrido, e ainda teve a artilheira e melhor jogadora do campeonato, Marta, com 12 gols.
Nos Jogos Olímpicos de 2008, a seleção feminina teve forte campanha para uma segunda final contra os Estados Unidos, marcada por uma vitória de 4 a 1 sobre a bicampeã mundial Alemanha. Porém novamente ficaram com a prata em jogo apertado resolvido na prorrogação.
Em 2011, no Pan de Guadalajara, no México, obteve a medalha de prata, após perder a final para o Canadá na decisão por pênaltis após empatar em 1 a 1 nos 120 minutos de jogo. Na primeira fase, o Brasil ganhou da Argentina e da Costa Rica por 2 a 0 e 2 a 1, respectivamente, e empatou sem gols com o Canadá. Na semifinal, derrotou o México por 1 a 0.
Nos Jogos Olímpicos de 2012, a seleção feminina começou bem com duas vitórias antes de perder para a anfitriã Grã-Bretanha, e ao passar em segundo acabou enfrentando nas quartas de final a última seleção campeã do mundo,  Japão, e a derrota marcou a primeira vez que o Brasil ficou fora da semifinal olímpica.
Nos Jogos Pan-Americanos de 2015, em Toronto, no Canadá, as brasileiras conquistaram a medalha de ouro ao derrotar Costa Rica, Equador e Canadá na primeira fase, o México na semifinal e a Colômbia por 4 a 0 na final
Nos Jogos Olímpicos do Rio 2016, a seleção começou muito bem a competição, inclusive gerando comparações com a seleção masculina, que havia começado mal o torneio olímpico de futebol, mas acabou fora do pódio após uma derrota na semifinal para a Suécia, nos pênaltis, e outra para o Canadá na disputa do bronze.
Nos Jogos Olímpicos de 2020, disputados em Tóquio, no Japão, a seleção feminina classificou-se através da Copa América vencida em 2018. Caindo no grupo F juntamente aos Países Baixos, China e Zâmbia, a equipe avançou em segundo lugar no seu grupo. Todavia, nas quartas de final, foi eliminada pelo Canadá, que viria a ser medalhista de ouro, nas penalidades.  A competição ainda marcou a despedida da jogadora Formiga, que tinha sido a única presente em todos os torneios olímpicos do futebol feminino.
Em 2024, a seleção feminina voltou a jogar as Olimpíadas, agora em Paris, na França. Em um grupo conturbado, a Canarinho garantiu sua vaga nas quartas de final como uma das melhores terceiras colocadas. Chegando às quartas, enfrentou a anfitriã França e venceu por 1 a 0, a primeira vitória da história contra as francesas. Já nas semifinais, voltou a enfrentar a Espanha, atual campeã do mundo e de quem havia perdido por 2 a 0 na fase de grupos, aplicando um surpreendente 4 a 2 diante das espanholas para retornar à final e ao pódio depois de 16 anos. Na final, enfrentou a seleção estadunidense em busca de um ouro inédito, porém uma derrota apertada por 1-0 levou à terceira medalha de prata. 

### Universíada
Conquistou a medalha de ouro nas Universíadas de Pequim 2001 e Esmirna 2005 e a medalha de bronze em Banguecoque 2007 e Shenzen 2011.

### Jogos Mundiais Militares
Nos Jogos Mundiais Militares de 2011, no Rio de Janeiro, e nos Jogos Mundiais Militares de 2015, em Mungyeong, na Coreia do Sul, conquistou a medalha de ouro. Em 2018, a seleção foi representada pelas jogadoras do Flamengo/Marinha e conquistou de forma invicta sua terceira medalha de ouro.

### Torneio Internacional de Futebol Feminino
A competição é realizada desde 2009 todos os anos sempre no mês de dezembro. Até hoje, em oito edições disputadas o Brasil foi campeão sete vezes: nos anos de 2009, 2011, 2012, 2013, 2014, 2015 e 2016, As brasileiras só não conquistaram o título em 2010, quando o Canadá foi o campeão.

### Seleção Permanente

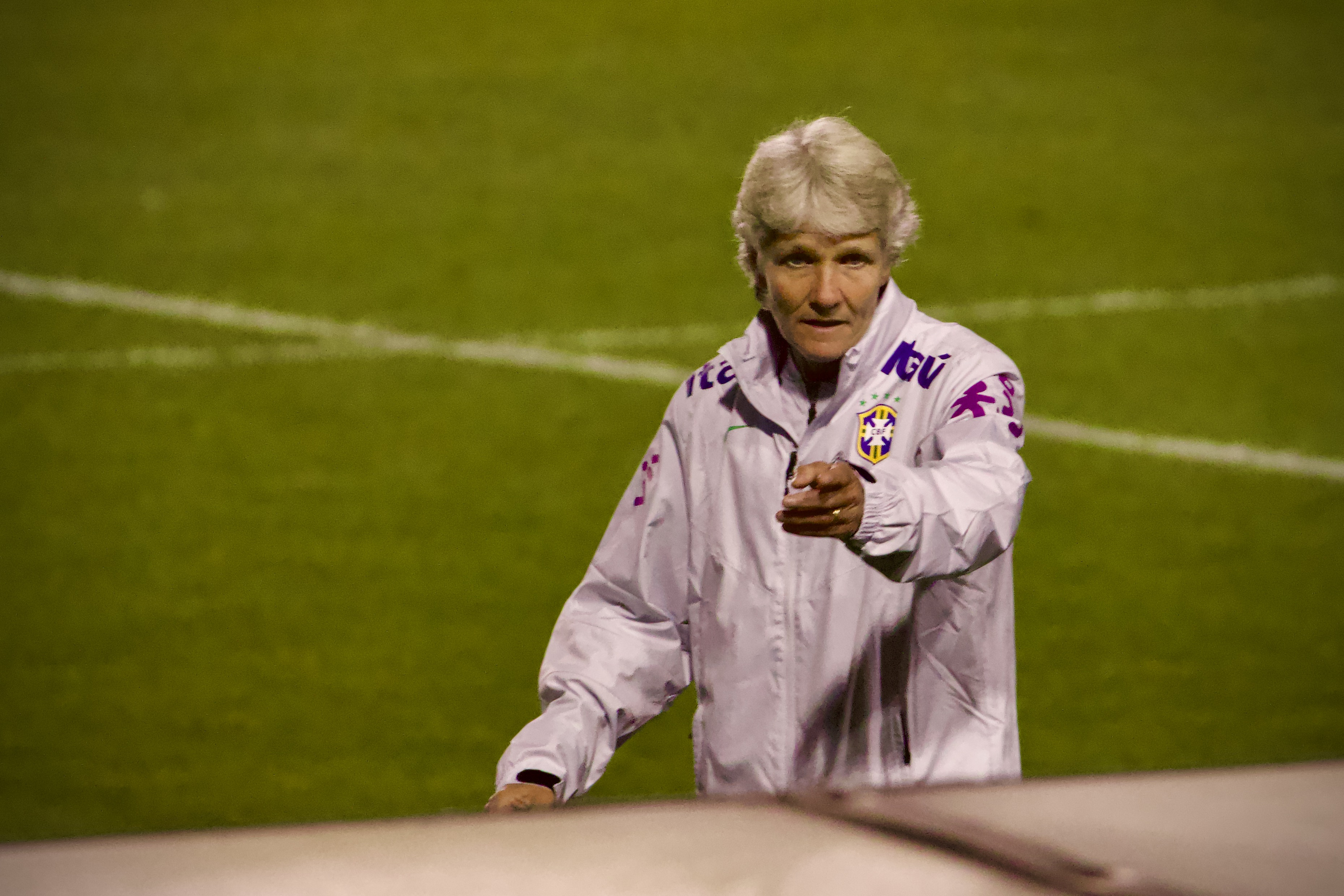
Pia Sundhage no Torneio Internacional de São Paulo, 2019

Visando buscar a inédita medalha de ouro nos Jogos Olímpicos, a CBF adotou em 2015 um modelo já existente nos Estados Unidos. Ela criou a chamada Seleção Brasileira Feminina Permanente. As 27 atletas escolhidas (quatro goleiras e 23 atletas de linha) para a seleção permanente deixariam de representar seus clubes e deveriam se dedicar exclusivamente para a seleção. Da CBF, receberiam um salário mínimo de R$ 9 mil, mas a quantia poderia ser maior para jogadoras de renome.
Segundo a CBF, esse modelo de seleção feminina permanente foi implantado para viabilizar melhores condições de trabalho para as jogadoras e melhora na equipe.
A primeira competição disputada pela equipe permanente foi a Algarve Cup, um tradicional torneio de futebol feminino realizado em Portugal, em março de 2015. A equipe terminou na sétima colocação.
O técnico Vadão disse que, após os Jogos Olímpicos do Rio 2016, o projeto deveria ser repensado.

### Era Sundhage
Após a eliminação da Seleção Brasileira na Copa de 2019 e a repercursão positiva do público, a CBF passou a olhar com respeito ao futebol feminino, pra começar uma estruturação da modalidade foi contratada a melhor treinadora do mundo a época, Pia Sundhage, que esteve nas últimas três finais olímpicas: duas medalhas de ouro e uma de prata. Seu trabalho a transformou em uma referência mundial.
Pia sempre buscou que a seleção trabalhe apoiada no coletivo e nunca baseado somente no talento individual, seu projeto com a Seleção Brasileira era aperfeiçoar e lapidar os talentos individuais, que muitas vezes não conseguem se destacar por conta de não ter uma equipe forte.
A Seleção Brasileira foi eliminada na fase de grupos da Copa do Mundo 2023. Com o empate em 0 a 0 contra a Jamaica, a Seleção Brasileira ficou na terceira colocação e assim eliminada precocemente no Mundial da Austrália e na Nova Zelândia. Com esta eliminação, o Brasil comandado por Pia Sundhage fez a pior campanha em 28 anos em Copas.
A coletividade da seleção tornou-a em uma seleção defensiva e sem criatividade – Pia Sundhage sempre pareceu preocupada apenas com a defesa.

#### Indiferença a Cristiane
Cristiane não foi mais convocada Pia desde o início de 2021. Mesmo tendo boas temporadas defendendo o Santos, ela ficou fora dos Jogos Olímpicos de Tóquio, segundo Pia para dar oportunidades a outras atletas. Além da Copa do Mundo de 2023. Assim gerando insinuações de algum problema entre ambas.

#### Fim da era Sundhage
Após a eliminação na primeira fase da Copa do Mundo de 2023, a treinadora Pia Sundhage foi demitida, sendo substituída por Arthur Elias, técnico do Corinthians.

### Início do trabalho de Arthur Elias
O técnico Arthur Elias já era uma figura famosa e importante no futebol feminino brasileiro. No seu trabalho treinando a equipe do Corinthians, conquistou vários títulos e emplacou recordes, sendo o escolhido para substituir o frustrante trabalho de Pia Sundhage. 
Logo em sua primeira competição oficial, que foi a Copa Ouro feminina da CONCACAF de 2024, disputada nos Estados Unidos, a seleção brasileira foi finalista, porém saiu derrotada pelas donas da casa.  Ainda em 2024, disputaram-se os Jogos Olímpicos de 2024, em Paris. Nessa edição, Elias conseguiu levar o Brasil à final, feito que não era alcançado desde 2008, garantindo uma medalha de prata para a delegação brasileira. 

## Títulos
| Continentais            | Continentais             | Continentais | Continentais                                          |
|                         | Competição               | Vezes        | Ano                                                   |
| ----------------------- | ------------------------ | ------------ | ----------------------------------------------------- |
|                         | Copa América Feminina    | 9            | 1991, 1995, 1998, 2003, 2010, 2014, 2018, 2022 e 2025 |
| Eventos multiesportivos |                          |              |                                                       |
|                         | Competição               | Vezes        | Ano                                                   |
|                         | Jogos Olímpicos          | 3            | 2004 , 2008 e 2024                                    |
|                         | Jogos Pan-Americanos     | 3            | 2003, 2007 e 2015                                     |
|                         | Jogos Pan-Americanos     | 1            | 2011                                                  |
| Medalha de bronze       | Jogos Sul-Americanos     | 1            | 2014                                                  |
| Medalha de ouro         | Universíada de Verão     | 3            | 2001, 2005 e 2017                                     |
| Medalha de bronze       | Universíada de Verão     | 3            | 2007, 2011 e 2013                                     |
| Medalha de ouro         | Jogos Mundiais Militares | 3            | 2011, 2015 e 2018                                     |
| Medalha de bronze       | Jogos Mundiais Militares | 2            | 2011 e 2019                                           |

Legenda
 Campeão invicto

### Títulos amistosos
- Copa CFA Yongchuan: 1 (2017)
- Torneio Internacional de Futebol Feminino: 8 (2009, 2011, 2012, 2013, 2014, 2015, 2016 e 2021)

## Campanhas destacadas
- Copa do Mundo: 2.º lugar (2007) e 3.º lugar (1999)
- Algarve Cup: 2.º lugar (2016)
- SheBelieves Cup: 2.°lugar (2021)
- Copa Ouro: 2.º lugar (2000)[41]
- Torneio Internacional: 2.º lugar (2010) e (2019)
- Finalíssima: 2º lugar (2023)
- Women's U.S. Cup: 1998, 1999

## Calendário e resultados recentes
Legenda:       Vitória ·       Empate ·       Derrota ·       Cancelado ou adiado ·       Previsto

### 2025
| 5 de abril Amistoso | Estados Unidos               | 2 – 0                     | Brasil | Inglewood                                             |  |
| 18:00 (UTC−8)       | Rodman 5' · Heaps 66' (pen.) | Relatório (CBF) Soccerway |        | Estádio: SoFi Stadium Árbitra: MEX Katia Itzel García |  |

| 8 de abril Amistoso | Estados Unidos | 1 – 2                     | Brasil                               | San José                                               |  |
| 23:30 (UTC−8)       | Macário 1'     | Relatório (CBF) Soccerway | Kerolin 24' · Amanda Gutierres 90+5' | Estádio: PayPal Park Árbitra: CRC Marianela Araya Cruz |  |

| 30 de maio Amistoso | Brasil                         | 3 – 1                     | Japão     | São Paulo                                                                  |  |
| 21:30 (UTC−3)       | Dudinha 28', 42' · Kerolin 55' | Relatório (CBF) Soccerway | Seike 89' | Estádio: Neo Química Arena Público: 48 932 Árbitra: ARG Roberta Echeverría |  |

| 2 de junho Amistoso | Brasil                            | 2 – 1                     | Japão     | Bragança Paulista                                             |  |
| 20:00 (UTC−3)       | Ishikawa 54' (g.c.) · Jhonson 79' | Relatório (CBF) Soccerway | Seike 46' | Estádio: Cícero de Souza Marques Árbitra: ARG Laura Fortunato |  |

| 27 de junho Amistoso | França                       | 3 – 2     | Brasil                 | Grenoble                 |  |
| 16:10 (UTC+1)        | Geyoro 45' (56) · Katoto 76' | Soccerway | Luany 7' · Kerolin 12' | Estádio: Stade des Alpes |  |

| 13 de julho Copa América/1.ª | Brasil                           | 2 – 0     | Venezuela | Quito                         |  |
| 19:00 (UTC−5)                | Gutierres 32' · Duda Sampaio 88' | Soccerway |           | Estádio: Gonzalo Pozo Ripalda |  |

| 16 de julho Copa América/2.ª | Bolívia | 0 – 6 | Brasil                                                   | Quito                         |  |
| 16:00 (UTC−5)                |         |       | Luany 13', 32' · Kerolin 37', 79', 83' · Gutierres 90+5' | Estádio: Gonzalo Pozo Ripalda |  |

| 22 de julho Copa América/3.ª | Paraguai | 1 – 4     | Brasil | Quito                         |  |
| 19:00 (UTC−5)                |          | Soccerway |        | Estádio: Gonzalo Pozo Ripalda |  |

| 25 de julho Copa América/4.ª | Brasil | –         | Colômbia | Quito                         |  |
| 19:00 (UTC−5)                |        | Soccerway |          | Estádio: Gonzalo Pozo Ripalda |  |

## Treinadores
| Treinadores        | Período   |
| ------------------ | --------- |
| João Souza Varella | 1986–88   |
| Édson Luís Antunes | 1991      |
| Fernando Pires     | 1991      |
| Ademar Fonseca     | 1995      |
| Zé Duarte          | 1996      |
| Wilsinho           | 1999      |
| Paulo Gonçalves    | 2003      |
| René Simões        | 2004      |
| Luiz Antônio       | 2004–2006 |
| Jorge Barcellos    | 2007–2008 |
| Kleiton Lima       | 2008–2011 |
| Jorge Barcellos    | 2011–2012 |
| Márcio Oliveira    | 2012–2014 |
| Vadão              | 2014–2016 |
| Emily Lima         | 2016–2017 |
| Vadão              | 2017–2019 |
| Pia Sundhage       | 2019–2023 |
| Arthur Elias       | 2023–     |

## Recordes individuais
Em negrito, os futebolistas ainda em atividade. Em itálico, os convocados na última temporada.
Atualizado em abril de 2024.

### Mais partidas
| #   | Jogador       | Posição    | Período   | Jogos | Refs   |
| --- | ------------- | ---------- | --------- | ----- | ------ |
| 1º  | Formiga       | Meio-campo | 1995–2021 | 234   |        |
| 2º  | Marta         | Meio-campo | 2003–     | 181   |        |
| 3°  | Tamires       | Lateral    | 2013–     | 150   | [ 42 ] |
| 4°  | Debinha       | Atacante   | 2011–     | 140   |        |
| 5°  | Bia Zaneratto | Atacante   | 2011–     | 117   |        |
| 6º  | Cristiane     | Atacante   | 2003–     | 117   |        |
| 7º  | Rosana        | Meio-campo | 2000–2017 | 112   |        |
| 8°  | Rafaelle      | Zagueira   | 2008–     | 88    |        |
| 9º  | Fabiana       | Lateral    | 2006–     | 69    |        |
| 10º | Thaísa        | Meio-campo | 2013–     | 64    |        |

### Maiores artilheiras
Atualizado em agosto de 2025.
| #   | Jogador       | Posição    | Período   | Gols | Refs |
| --- | ------------- | ---------- | --------- | ---- | ---- |
| 1º  | Marta         | Meio-campo | 2003–     | 120  |      |
| 2º  | Cristiane     | Atacante   | 2003–     | 83   |      |
| 3º  | Pretinha      | Meio-campo | 1991–2008 | 41   |      |
| 7º  | Formiga       | Meio-campo | 1995–2021 | 37   |      |
| 4º  | Roseli        | Atacante   | 1988–2004 | 35   |      |
| 5º  | Sissi         | Atacante   | 1988–2000 | 30   |      |
| 6º  | Kátia Cilene  | Atacante   | 1995–2007 | 25   |      |
| 8º  | Rosana        | Meio-campo | 2000–2017 | 21   |      |
| 9º  | Daniela Alves | Meio-campo | 1999–2008 | 18   |      |
| 10º | Debinha       | Meio-campo | 2011–     | 15   |      |

## Uniformes

### Uniformes das jogadoras
- Uniforme principal: Camisa amarela, calção azul e meias brancas
- Uniforme de visitante: Camisa azul, calção branco e meias azuis.

| 1º Uniforme | 2º Uniforme |

### Uniformes das goleiras
- Camisa cinza, calção e meias cinzas;
- Camisa preta, calção e meias pretas;
- Camisa vermelha, calção e meias vermelhas;

| Cores do Time · Cores do Time · Cores do Time · Cores do Time · Cores do Time |  | Cores do Time · Cores do Time · Cores do Time · Cores do Time · Cores do Time |  | Cores do Time · Cores do Time · Cores do Time · Cores do Time · Cores do Time |  |

### Uniformes de treino
- Camisa azul-piscina com detalhes em verde-limão.
- Camisa vermelha com detalhes em azul-piscina.
- Camisa preta com detalhes em verde-limão.

| Jogadores | Goleiros | Comissão Técnica |  |

### Fornecedor
| Fornecedor | Período   |
| ---------- | --------- |
| Umbro      | 1991–1996 |
| Nike       | 1997–     |